# Bryan Schmidt
Bryan Schmidt (* 27. Juli 1981 in Bloomington, Minnesota) ist ein ehemaliger US-amerikanischer Eishockeyspieler deutscher Herkunft, der im Verlauf seiner aktiven Karriere zwischen 2002 und 2016 unter anderem 100 Spiele für die Kassel Huskies und den EHC München in der Deutschen Eishockey Liga (DEL) auf der Position des Verteidigers bestritten hat. Darüber hinaus absolvierte Schmidt weitere 135 Partien in der American Hockey League (AHL).

## Karriere
Schmidt begann seine Karriere in der Saison 1999/2000 bei den Twin City Vulcans in der United States Hockey League (USHL) und stand nach einem Engagement bei denTri-City Storm für das Team der Merrimack College im Spielbetrieb der National Collegiate Athletic Association (NCAA) auf dem Eis. Bereits in seinem letzten Collegejahr verbrachte der Rechtsschütze einige Zeit bei den Providence Bruins aus der American Hockey League (AHL) und unterschrieb schließlich einen Vertrag beim Ligakonkurrenten Manchester Monarchs. Vor seinem Wechsel nach Kassel absolvierte er in der Saison 2007/08 44 Spiele in der AHL bei den Milwaukee Admirals, bevor er für 14 weitere Partien zu den Cincinnati Cyclones in die ECHL wechselte.
Im August 2008 unterschrieb der Verteidiger einen Jahresvertrag bei den Kassel Huskies, nachdem er in einem zweiwöchigen Probetraining überzeugen konnte. Im Sommer 2010 bekam er einen Probevertrag bei den Malmö Redhawks, der nach Einsätzen bei der European Trophy nicht verlängert wurde. Im Oktober desselben Jahres erhielt Schmidt erneut einen Try-out-Vertrag bei den Krefeld Pinguinen. Im selben Monat wurde er von den South Carolina Stingrays aus der ECHL unter Vertrag genommen, für die er bis Januar 2011 in 38 Spielen zum Einsatz kam. Im Januar 2011 wurde Bryan Schmidt vom EHC München aus der Deutschen Eishockey Liga (DEL) bis zum Saisonende unter Vertrag genommen. Danach verbrachte der Defensivakteur jeweils ein Jahr bei Sønderjysk Elitesport in der dänischen AL-Bank Ligaen und den Starbulls Rosenheim in der 2. Bundesliga.
Danach wechselte Schmidt kurzzeitig zum HDD Olimpija Ljubljana aus der österreichischen Erste Bank Eishockey Liga (EBEL), den er aber nach nur neun Einsätzen wieder verließ. Er heuerte daraufhin bei den Storhamar Dragons aus der norwegischen GET-ligaen an. Nachdem der Abwehrspieler dort die Saison beendet hatte, zog es ihn im Sommer 2014 in die britische Elite Ice Hockey League (EIHL), wo er noch zwei Spielzeiten für die Nottingham Panthers auflief. Anschließend beendete der 35-Jährige seine aktive Karriere.

## Erfolge und Auszeichnungen
- 2005 Hockey East Second All-Star Team
- 2008 Kelly-Cup-Gewinn mit den Cincinnati Cyclones
- 2016 EIHL-Playoffgewinn mit den Nottingham Panthers

## Karrierestatistik
(Legende zur Spielerstatistik: Sp oder GP = absolvierte Spiele; T oder G = erzielte Tore; V oder A = erzielte Assists; Pkt oder Pts = erzielte Scorerpunkte; SM oder PIM = erhaltene Strafminuten; +/− = Plus/Minus-Bilanz; PP = erzielte Überzahltore; SH = erzielte Unterzahltore; GW = erzielte Siegtore; 1 Play-downs/Relegation; Kursiv: Statistik nicht vollständig)